# Мамонтов, Николай Андреевич
Никола́й Андре́евич Ма́монтов (3 (15) февраля 1898, Омск — 1964, Саратов) — русский художник.

## Биография
Николай Мамонтов родился в Омске. Он принадлежит к поколению сибирских художников, сформировавшихся в первое послереволюционное десятилетие: Елена Коровай, Виктор Уфимцев, Б.Шабль-Табулевич, В.Тронов, Иван Шадр.
В 1910-х годах семья художника переехала в Барнаул, где Мамонтов получил техническое образование. Там же в 1917—1918 и в 1920 годах он занимался в студии Елены Коровай, известной художницы, выпускницы курсов Общества поощрения художеств и Вхутемаса; в 1919 — в студии А.Клементьева в Омске.
В мае 1921 года, вдохновленные лекциями и выставками Давида Бурлюка, Мамонтов, Уфимцев и Шабль-Табулевич организовали художественную группу «Червонная тройка», объединившую молодых представители омской культуры, называвших себя футуристами. Ими было организовано три выставки. Пресса выделяла работы Мамонтова как виртуозные.
В конце 1921 года отправился поступать во ВХУТЕМАС, куда его не приняли, сказав, что он сформировавшийся художник и учиться ему у них нечему. Следом поступать поехал и его друг Л.Мартынов. Однако обоим из-за неустроенности быта, холода, голода и отсутствия работы пришлось вернуться.
В 1923 году вместе с В. Уфимцевым Мамонтов уехал в Узбекистан, где оба работали художниками в Комиссии по охране памятников старины и искусства. В 1924 году Мамонтов женился на дочери художника Д. К. Степанова и вместе с его семьей уехал в Италию.
С 1926 по 1930 гг. в Риме учился в академии Зигмунда Липиньского, признанного мастера неоклассицизма. В 1930 году оформлял советские павильоны для Всемирной выставки декоративного искусства в Милане. Выставлялся в Риме (персонально и в составе объединения «Пламя») и итальянской колонии Триполи.
В 1932 году без семьи вернулся в Россию. Жил в Москве, работал реставратором, иллюстрировал книги. В 1933 году приезжает в Омск, где уже не находит многих друзей юности.
В 1934 году был арестован за антисоветские высказывания и приговорен к пяти годам принудительных работ. Наказание отбывал в Пятигорске: оформлял санатории НКВД. Там же написал серию произведений на тему цирка. В годы Великой Отечественной войны был художником агитпункта в Коврове.
В 1948 году, овдовев (повторно женился в Москве около 1935 г.), переехал к сестре в Саратов и проживал на улице Соляная 31, где до конца жизни работал на кафедре архитектуры автодорожного института преподавателем черчения.
После смерти художника в 1964 году его наследие рассеялось среди родственников, знакомых и соседей. Многие его картины спас от гибели саратовский художник Владимир Солянов. Позже он передал большую их часть Ирине Девятьяровой, первой исследовательнице творчества Н.Мамонтова. Сегодня эти произведения входят в собрание Омского областного музея изобразительных искусств им. Врубеля. Работы Н. А. Мамонтова также хранятся в Омском краеведческом музее, Саратовском художественном музее им. Радищева, Картинной галерее им. К. С. Петрова-Водкина в Хвалынске, частных коллекциях Омска, Саратова, Петербурга, Москвы.
Весной 2008 года в «Выставочном зале в Толмачах» Государственной Третьяковской галереи состоялась первая персональная выставка Николая Мамонтова на родине.

## Интересные факты
- Многие друзья юности Мамонтова считали его умершим в 1934. Ирине Девятьяровой, искусствоведу из Омского музея изобразительных искусств, в расследовании жизни художника помог архив Л. Мартынова.[1]